# Chiesa di Santa Croce (Bordeaux)
La chiesa di Santa Croce (in francese: Abbatiale Sainte-Croix) è un luogo di culto cattolico sito in piazza Pierre Renaudel a Bordeaux, in Francia, già chiesa abbaziale di un antico monastero benedettino, oggi soppresso.
È classificata come monumento storico di Francia dal 1840.

## Storia
L'abbazia di Santa Croce venne edificata in età merovingia nei pressi di un affluente della Garonna, l'Eau Bourde, su un rilievo del terreno in una zona paludosa a sud di Bordeaux. Non conosciamo con precisione l'anno della sua fondazione, tuttavia sappiamo, dal suo epitaffio, che nel 679 vi morì Mummolino o Mommolino, secondo abate di Fleury (oggi Abbazia di Fleury-Saint-Benoît-sur-Loire). Distrutta nel 730 dai Saraceni, venne ricostruita sul finire dell'VIII secolo, e poi nuovamente distrutta dai Normanni alla metà del IX secolo. Venne ricostruita per la terza volta da Guglielmo il Buono verso il 970, nei pressi di un oratorio dedicato a san Mommolino.
Fra i possedimenti dell'abbazia si annoveravano Saint-Hilaire-du-Taillan e Soulac-sur-Mer, cui si aggiunsero poi Saint-Macaire e Macau. 
Nel corso dei secoli, gli abati lasciarono che i locali del monastero (cucine, dormitori, refettorio, ecc.) andassero in decadenza, cosicché nel XVII secolo i Maurini ebbero il permesso di costruire il nuovo monastero. I lavori iniziarono nel 1664 e terminarono otto anni dopo, nel 1672.
Nel 1793 l'abbazia fu trasformata in un ospizio e, dal 1890, l'edificio è stato utilizzato dall'École des Beaux-Arts di Bordeaux.
Dal 2009 la chiesa è retta dalla Comunità Chemin Neuf.

## Descrizione

### Arte e architettura

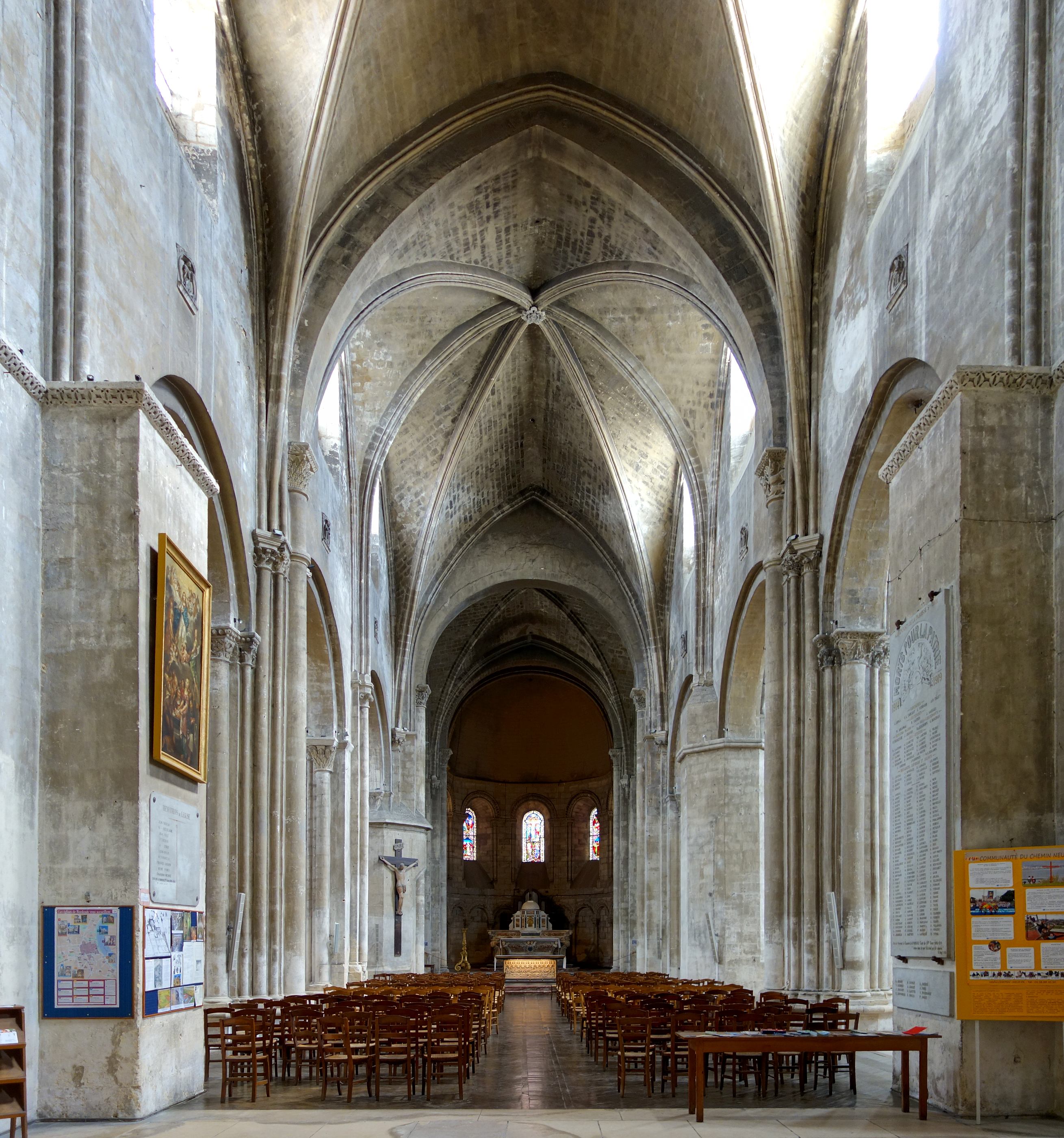
Interno

La chiesa, in stile romanico, risale alla fine dell'XI o all'inizio del XII secolo ed è quindi coeva delle chiese di Soulac-sur-Mer (Notre-Dame-de-la-fin-des-Terres) e Macau. I restauri del XIX secolo, opera dell'architetto Paul Abadie, hanno aggiunto alla facciata la torre campanaria sinistra.
L'iconografia dei cinque archi del portale centrale esprime la forza della Chiesa trionfante e militante che il fedele del tempo era in grado di interpretare facilmente: ad esempio, gli uomini che tirano una corda, raffigurati sul secondo arco, simboleggiano gli sforzi che l'anima deve fare per raggiungere il Paradiso.I rilievi delle porte secondarie, poste da una parte e dall'altra del portale principale rappresentano i peccati che non permettono di raggiungere la salvezza eterna. Ad esempio, nel portale di destra, la lussuria è rappresentata da una donna morsa al seno da un serpente, mentre nel portale di sinistra, un uomo piegato dal peso di una borsa che reca appesa al collo, con un diavolo che lo tormenta, simboleggia l'avarizia.
L'interno della chiesa ha pianta a croce latina, con unica navata, transetto sporgente con grandi cappelle alle estremità e abside poligonale. La navata si compone di cinque campate coperte con volta a crociera.
Tra le opere d'arte custodite all'interno della chiesa vi sono due quadri di Guillaume Cureau, raffiguranti San Mommolino che libera un indemoniato e San Mauro che guarisce un malato, e un quadro di A. Bourgneuf (1636) raffigurante l'Esaltazione della Croce.

### Organi a canne
Sulla cantoria in controfacciata, si trova l'organo a canne principale della chiesa, costruito nel 1744-1747 da Dom Bedos de Celles in sostituzione di un precedente strumento di Jean Haon (1661) a sua volta installato al posto di un organo del XVI secolo. L'organo settecentesco, danneggiato durante la Rivoluzione francese, venne in seguito restaurato e, nel 1811, trasportato nella Cattedrale di Sant'Andrea, dove rimase fino al 1970, quando si decise di riportarlo a Santa Croce nella sua cassa originaria. Tra il 1984 e il 1996 lo strumento è stato oggetto di un importante restauro conservativo ad opera di Pascal Quoirin. L'organo è a trasmissione integralmente meccanica sospesa e la sua consolle, a finestra, ha cinque tastiere (in ordine: Positif de dos, Grand-Orgue e Bombarde di 51 note ciascuna, Récit di 32 note e Écho di 32 note) e pedaliera a leggio di 32/36 note. I registri sono 45.
Un secondo organo si trova a pavimento al centro dell'abside. Costruito nel 1866 da Wenner, ha 6 registri su unico manuale e pedale.

## Galleria d'immagini

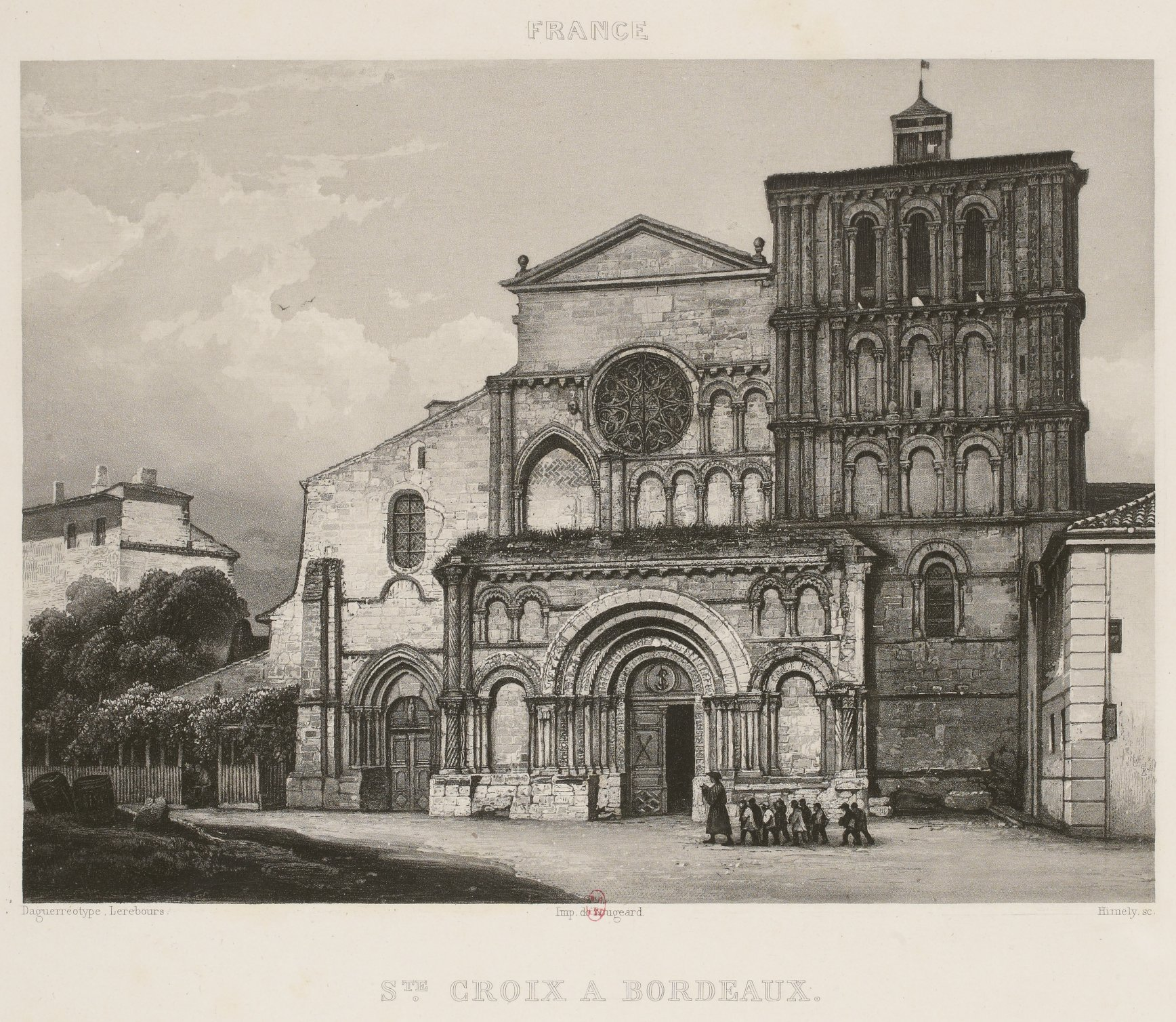
La facciata prima del rifacimento ottocentesco
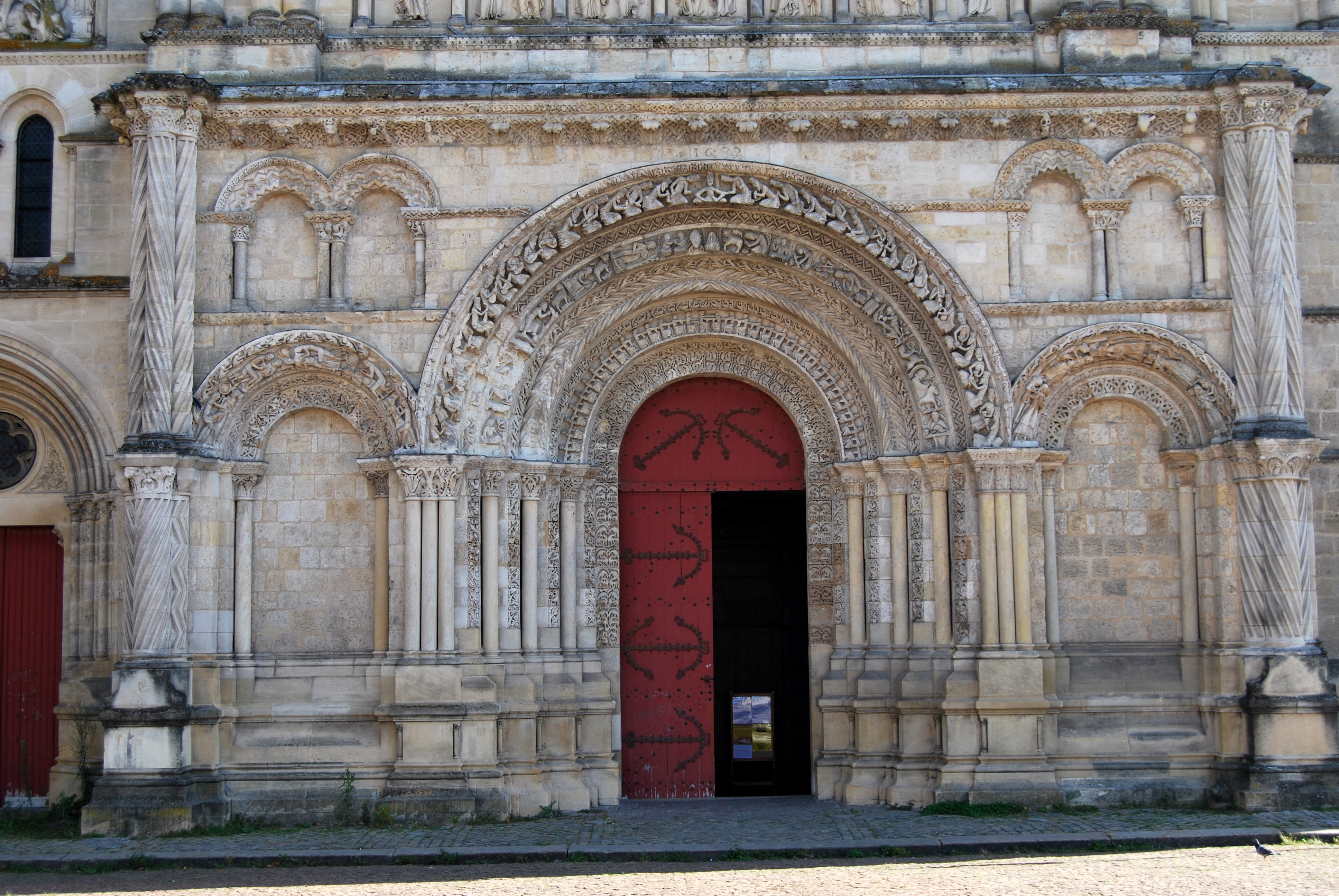
Il portale maggiore
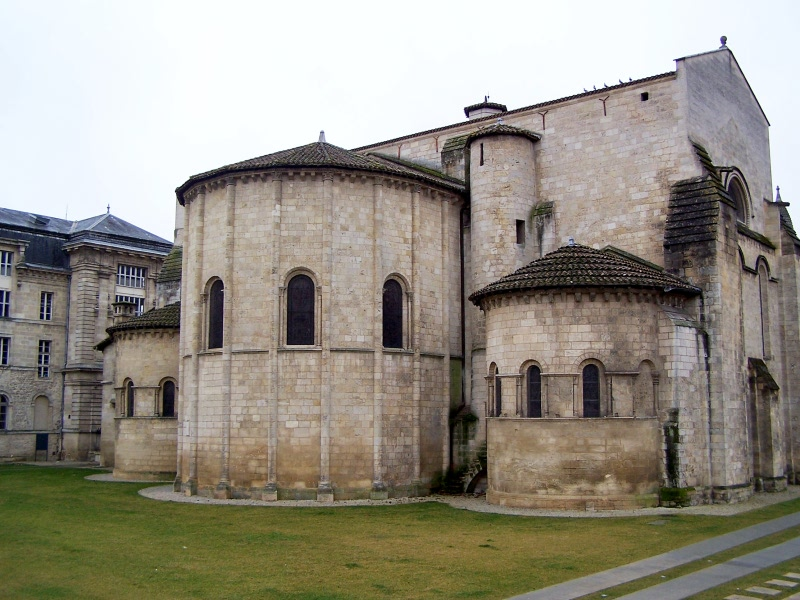
Veduta esterna delle absidi
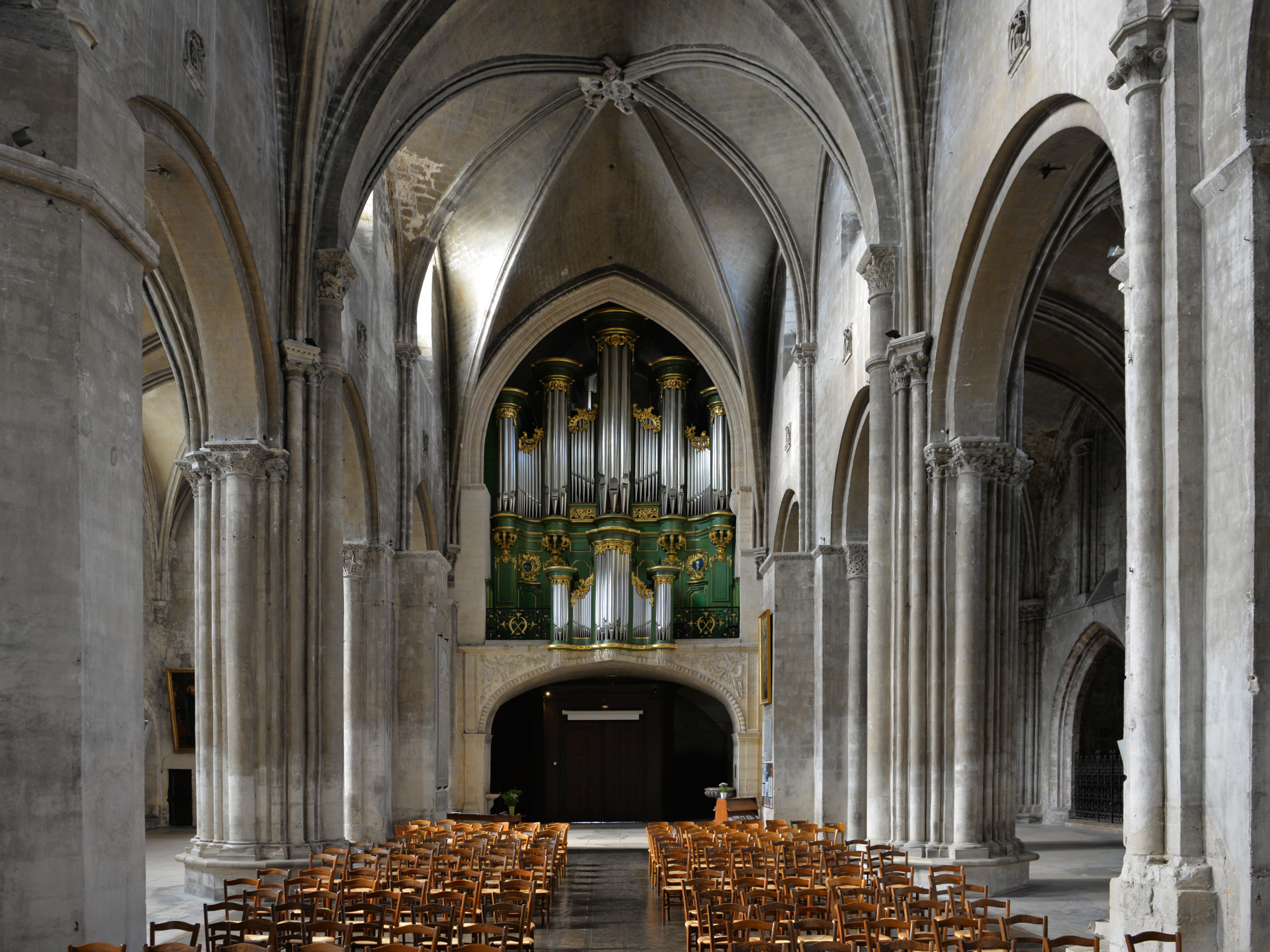
Interno verso la controfacciata
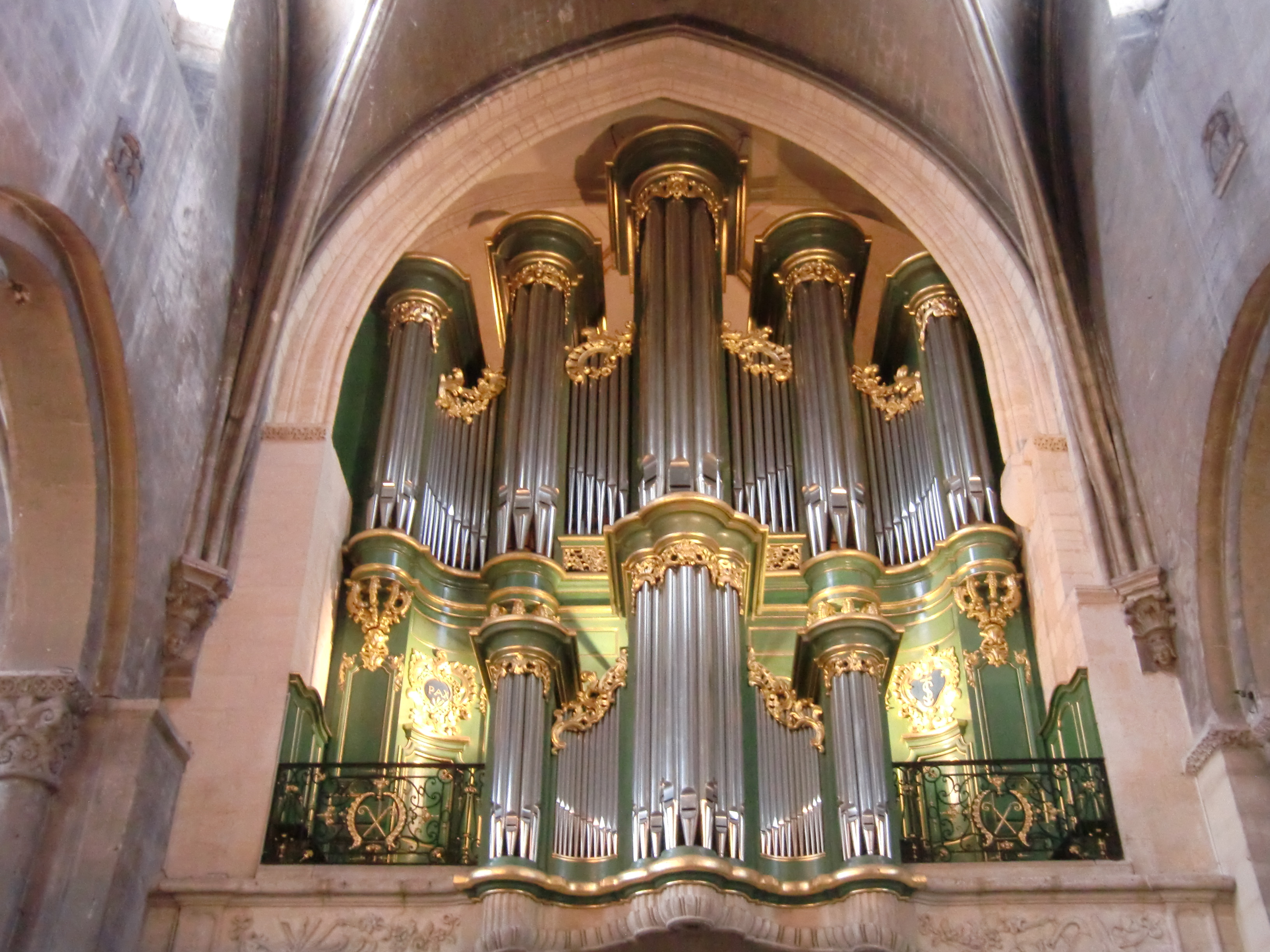
Organo maggiore